# Разнородная юрисдикция
Разнородная юрисдикция (англ. diversity jurisdiction) — подвид предметной юрисдикции в гражданском процессуальном праве США, применяемый федеральными судами при рассмотрении споров между лицами, проживающими на территории различных штатов и государств. Позволяет истцу, не проживающему на территории одного и того же штата с ответчиком, подать иск, не затрагивающий федеральноe законодательствo, на рассмотрение в федеральный суд. Когда в качестве одной из сторон по гражданскому делу выступает штат, правила разграничения территориальной юрисдикции на него не распространяются. Разнородная юрисдикции кодифицированa в § 1332 раздела 28 Кодекса Соединённых Штатов.

(а) Окружные суды должны являться судами первой инстанции во всех гражданских делах, где предмет спора превышает сумму 75 000 долларов, за вычетом процентов и издержек, и между

(1) гражданами различных штатов;

(2) гражданами штата и гражданами или подданными иностранного государства;

(3) гражданами различных штатов, и в которых граждане  или подданные иностранного государства являются дополнительными сторонами, и

(4) иностранным государством, определенным в § 1603 (а) этого раздела, в качестве истца и гражданами одного штата или разных штатов.
Оригинальный текст (англ.)
(a) The district courts shall have original jurisdiction of all civil actions where the matter in controversy exceeds the sum or value of $75,000, exclusive of interest and costs, and is between—

(1) citizens of different States;

(2) citizens of a State and citizens or subjects of a foreign state;

(3) citizens of different States and in which citizens or subjects of a foreign state are additional parties; and

(4) a foreign state, defined in section 1603 (a) of this title, as plaintiff and citizens of a State or of different States.